# Libád
Libád (szlovákul Ľubá) község Szlovákiában, a Nyitrai kerületben, az Érsekújvári járásban.

## Fekvése
Párkánytól 14 km-re, északnyugatra fekszik.

## Élővilága
A falu határában, állítólag egy vadászles tetején volt gólyafészek.

## Története
1247-ben Leuka néven említik először. 1443-ban a Libádi család, majd 1532-től a Nyáry család, 1549-től az esztergomi káptalan a birtokosa. A sorozatos török betörések miatt a falu a 17. században elnéptelenedett.
Vályi András szerint "LIBAD. Magyar falu Esztergom Várm. földes Ura az Esztergom Káptalanbéli Uraság, lakosai katolikusok, fekszik Kőhíd Gyarmatnak szomszédságában, földgye középszerű, legelője elég, fája mind a’ két féle van, szőlei közép neműek, el adásra módgyok a’ Dunán, és Esztergomban."
Fényes Elek szerint "Libád, magyar f., Esztergom az ujrend. szerint Komárom vmegyében, Kéménd, Bart, Gyiva, Sárkány és Béla faluk közt: 538 kath. lak., s fiókegyházzal, melly Gyarmathoz tartozik. Ut. posta Kéménd. Határa dombos ugyan, de termékeny mind buzára, mind borra. A lakosok mivelnek 900 hold szántóföldet, 92 1/2 h. kaszállót, 272 kapa szőlőt; legelője elég és jó; az uraságnak pedig derék erdeje van. Birja az esztergomi káptalan."
A trianoni békeszerződésig Esztergom vármegye Párkányi járásához tartozott.

## Népessége
| Év:            | 1994. | 2004.  | 2014.   | 2024.   |
| -------------- | ----- | ------ | ------- | ------- |
| Emberek száma: | 440   | 451    | 435     | 407     |
| Eltérés:       |       | +2,5 % | -3,54 % | -6,43 % |

| Év:            | 2023. | 2024.   |
| -------------- | ----- | ------- |
| Emberek száma: | 405   | 407     |
| Eltérés:       |       | +0,49 % |

1910-ben 714-en, túlnyomórészt magyar anyanyelvűek lakták.
2001-ben 458 lakosából 398 magyar és 51 szlovák volt.
2011-ben 462 lakosából 335 magyar, 88 szlovák és 36 ismeretlen nemzetiségű volt.
2021-ben 404 lakosából 279 (+12) magyar, 97 (+4) szlovák, 1 (+1) cigány, 2 (+1) egyéb és 25 ismeretlen nemzetiségű volt.

## Nevezetességei
- Keresztelő Szent János tiszteletére szentelt 18. századi, későbarokk római katolikus temploma. Oltárképe 1882-ben készült.
- Régi borospincék.
- Szüreti ünnepségek.
- Horgásztavak.

## Képtár

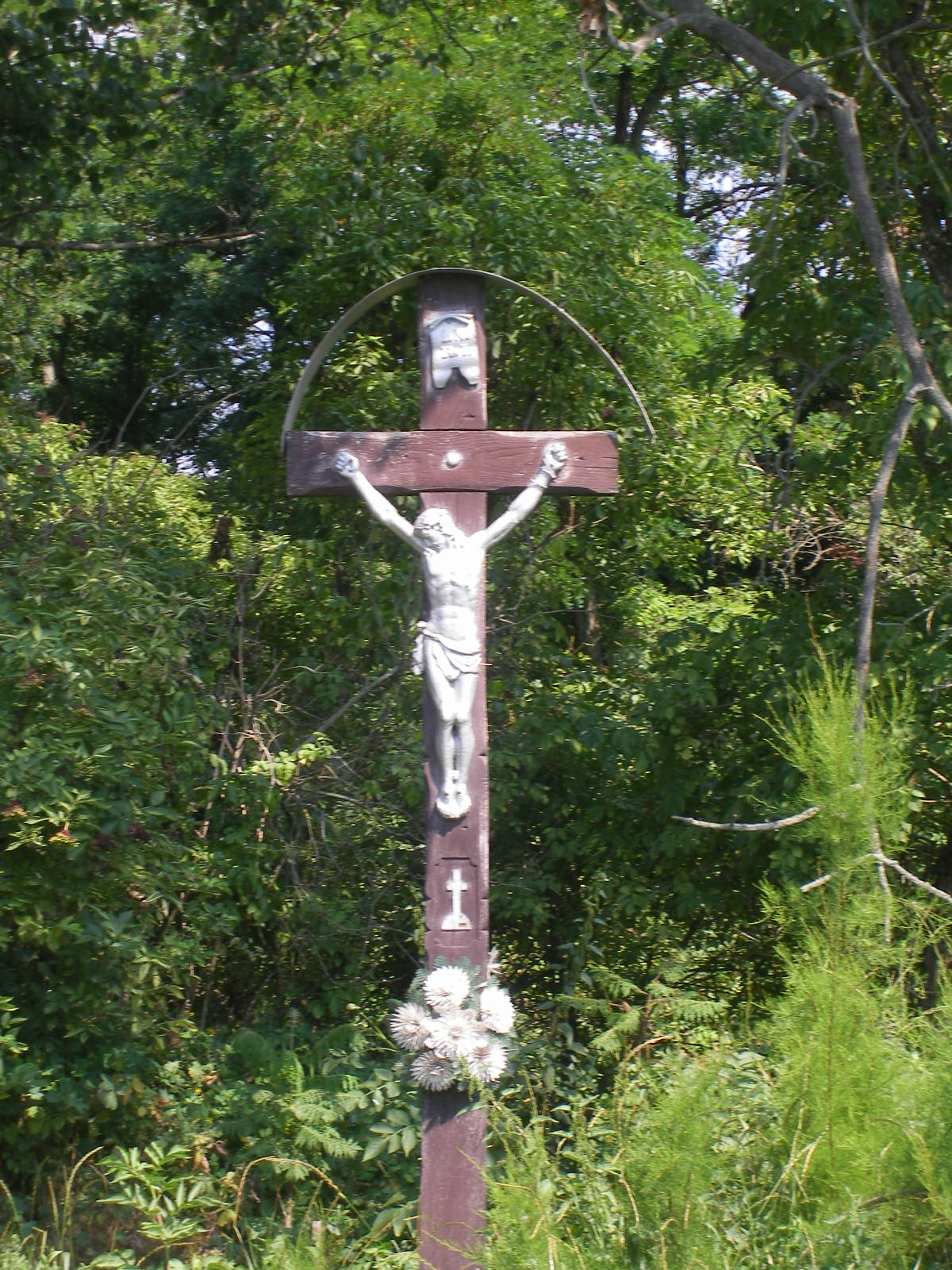
Feszület a Köbölkút-Kőhídgyarmat út mentén
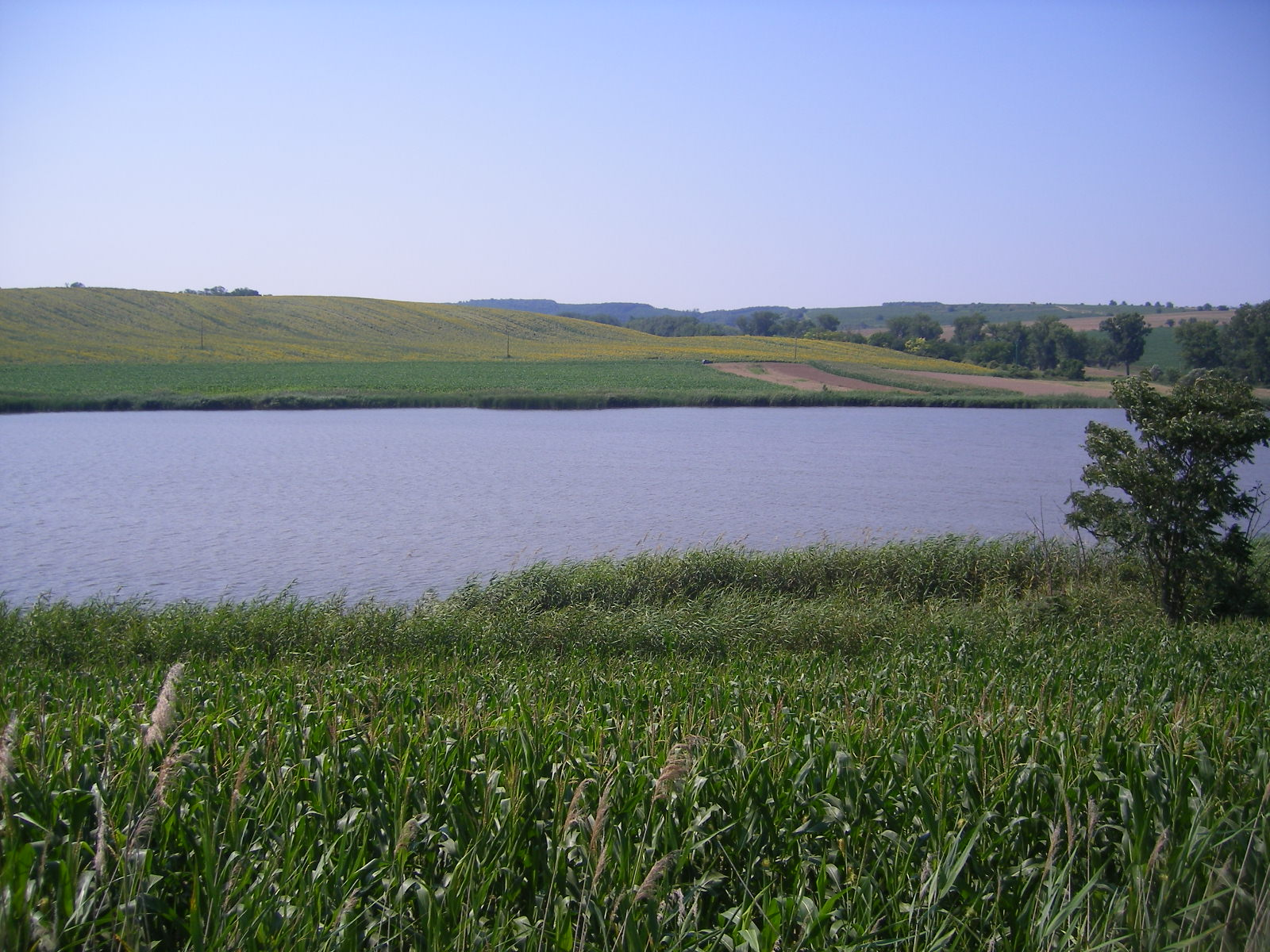
Víztározó a Párizsi-patakon
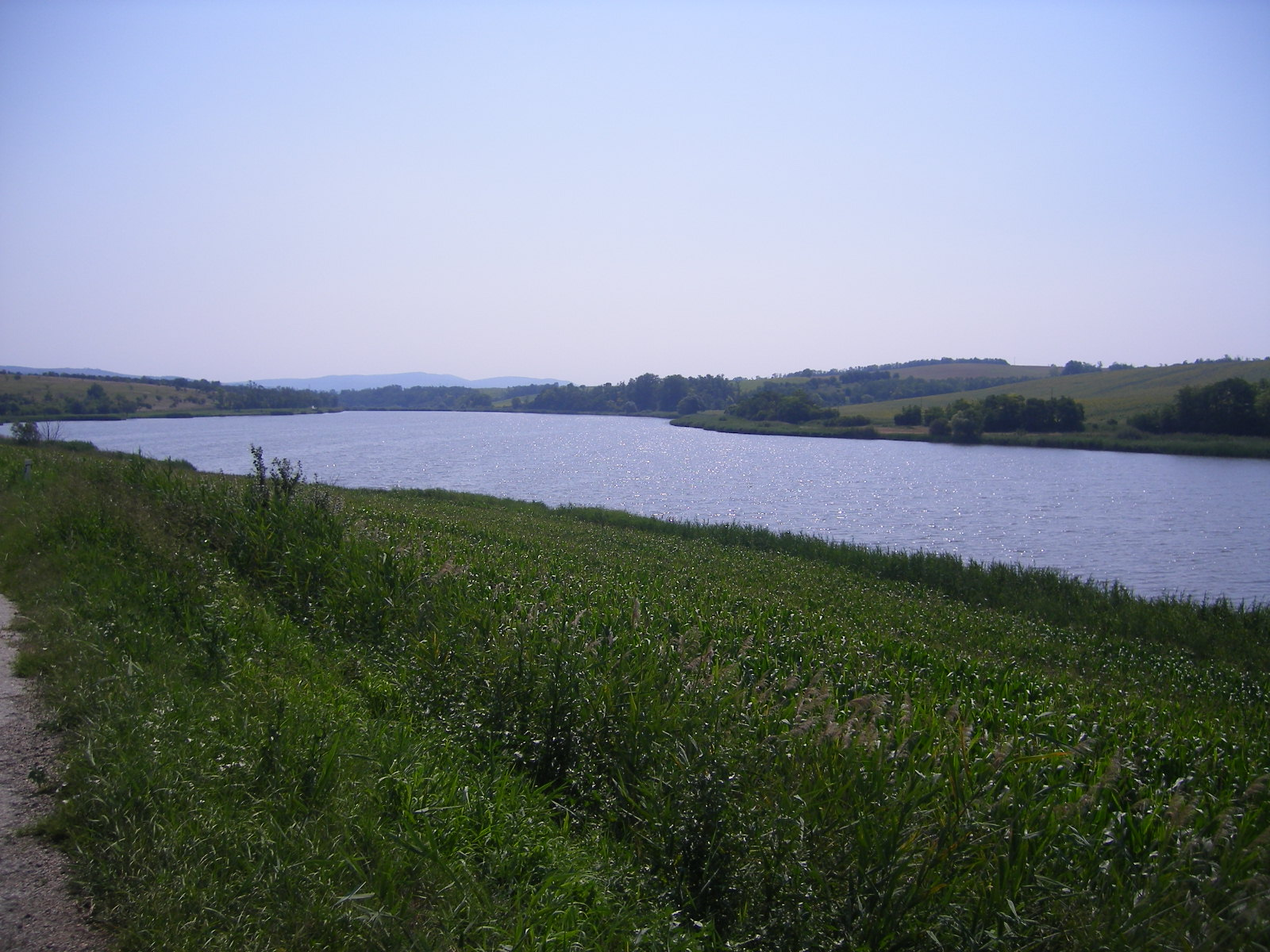
Víztározó a Párizsi-patakon
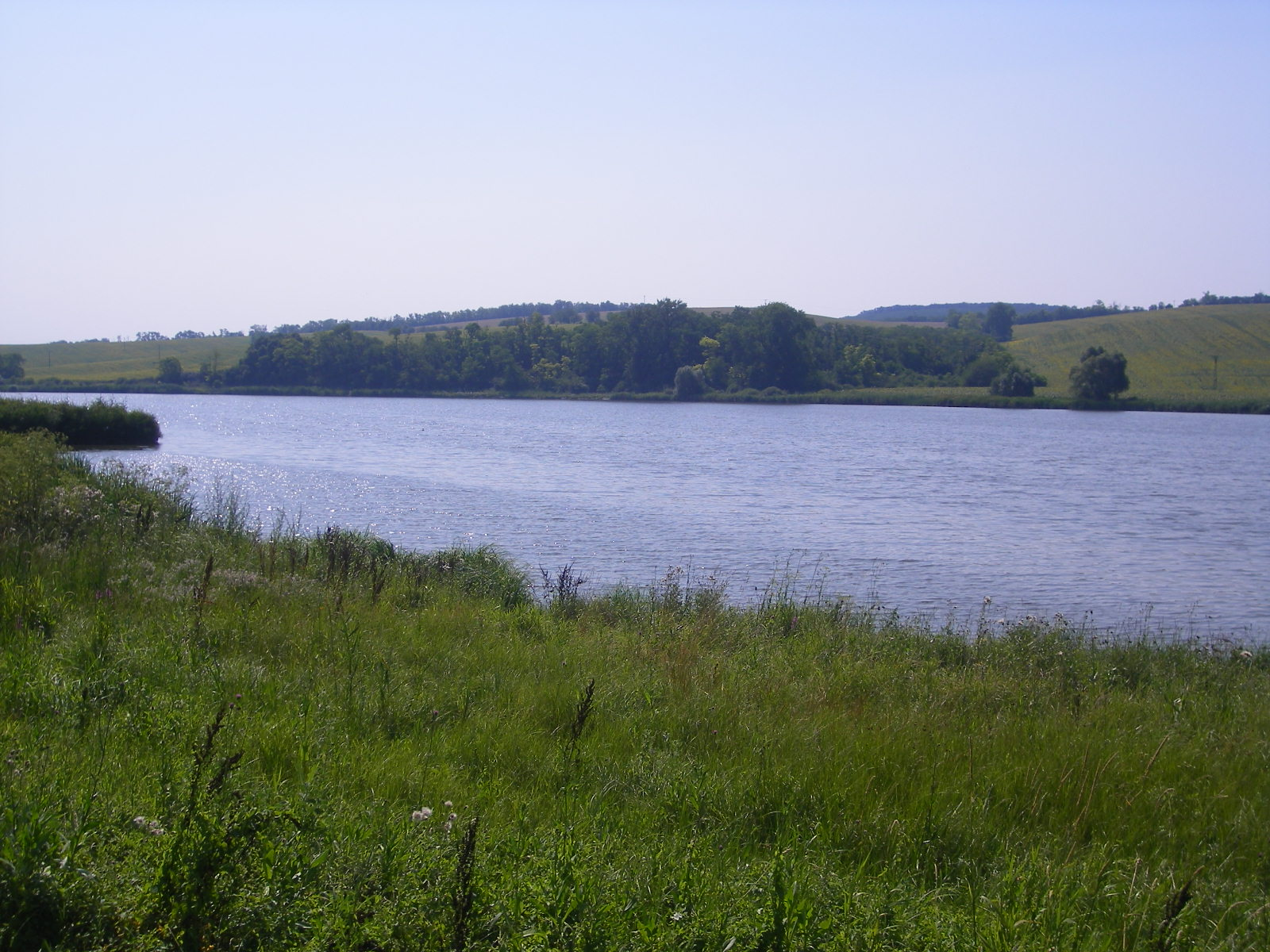
Víztározó a Párizsi-patakon

## Külső hivatkozások
- Községinfó
- A község az Alsó-Garammente és Ipolymente honlapján
- Libád Szlovákia térképén
- E-obce.sk[halott link]